# 劳埃德·巴特勒
劳埃德·巴特勒（英語：Lloyd Butler，1924年11月11日—1991年5月19日），美国男子赛艇运动员。他曾代表美国参加1948年夏季奥林匹克运动会赛艇比赛，获得男子八人单桨有舵手金牌。